# Het misverstand vrouw
Het misverstand vrouw (oorspronkelijk The Feminine Mystique) is een feministisch boek van de hand van Betty Friedan dat in 1963 verscheen en in de Verenigde Staten de aanzet gaf tot de tweede feministische golf. In het boek beschrijft en analyseert Friedan het onbehagen van Amerikaanse huisvrouwen met de hun door de samenleving opgedrongen rol van echtgenote en moeder zonder carrière. The Feminine Mystique wordt beschouwd als een van de belangrijkste boeken van de 20e eeuw.

## Aanleiding
Voor de vijftiende reünie in 1957 van haar examenklas deed Friedan onderzoek naar de levenservaringen van voormalige klasgenoten en daarbij stuitte ze op een grote ontevredenheid. Haar leeftijdgenoten waren niet gelukkig met de rol die ze in de samenleving vervulden, hoewel het hen in materieel opzicht aan niets ontbrak. Op basis van dit onderzoek schreef ze een kort artikel over een "naamloos probleem". Het artikel werd dat door enkele vrouwenbladen geweigerd en één tijdschrift wees het zelfs "geschokt" af. Het stimuleerde Friedan aanvullend onderzoek te doen en het materiaal verder uit te werken tot een boek, dat in 1963 het licht zag. 

## Inhoud
Kern van het boek is de vraagstelling waarom veel Amerikaanse vrouwen begin jaren zestig ontevreden waren met hun leven, maar niet goed onder woorden konden brengen wat er precies aan schortte. De door Friedan geschetste 'vrouwelijke mystiek' is de door samenleving en cultuur opgedrongen verwachting dat vrouwen gelukkig horen te zijn met het huishouden, het huwelijk, seksuele passiviteit en het grootbrengen van kinderen. Volgens de heersende mening hoorden vrouwen ook geen interesse te hebben in een hogere opleiding of een carrière en zouden zij geen politieke ambities (moeten) koesteren. Het naamloze probleem, dat tegenwoordig bekend staat als het huisvrouwensyndroom, was de vaststelling door Friedan dat vrouwen trachtten aan de verwachtingen te voldoen, maar er geen levensgeluk aan ontleenden.

### Samenvatting
In Hoofdstuk 1 stelt Friedan vast dat de gemiddelde leeftijd waarop vrouwen in de VS in het huwelijk treden gedurende de jaren vijftig daalde, terwijl het kindertal gestaag steeg, maar dat vrouwen er niet gelukkiger van werden. In het volgende hoofdstuk wijst ze erop dat de -door mannen gedomineerde- vrouwenbladen de huisvrouwenrol verheerlijken, terwijl de bladen in bijvoorbeeld de jaren dertig vaak verhaalden van sterke en onafhankelijke vrouwen. In Hoofdstuk 3 wordt ingegaan op de vraag of vrouwen een universitaire opleiding moeten volgen of dat zoiets een tijdig en gelukkig huwelijk in de weg staat. In het vierde hoofdstuk wijst Friedan op de strijd en de verworvenheden van de eerste Amerikaanse feministes, waaronder het algemeen kiesrecht.
In Hoofdstuk 5, getiteld "The Sexual Solipsism of Sigmund Freud", bindt Friedan de strijd aan met de opvattingen van Sigmund Freud, in die tijd nog ongemeen populair in de VS. Freud vond vrouwen 'kinderlijk' en voorbestemd voor een huisvrouwenbestaan. Verder werd volgens Friedan Freuds onbewezen concept penisnijd misbruikt om vrouwen die een carrière nastreefden als 'neurotisch' te bestempelen. Ook zouden de ideeën van Freud aan het moeders- en huisvrouwenideaal ten onrechte een wetenschappelijke grondslag verbinden, iets waartegen vrouwen zich niet konden verdedigen. In het volgende hoofdstuk kritiseert Friedan de opvattingen en invloed van het functionalisme, dat tracht maatschappelijke instituties te beschrijven als onderling samenhangend zoals in een biologisch organisme. Vanuit die theorie werd vrouwen voorgehouden dat het verzaken van hun lotsbestemming de samenleving zou ontwrichten. Friedan wijst erop dat dit onbewezen is en dat Margaret Mead, een vooraanstaand functionalist, zelf een succesvolle carrière als antropoloog had.
In Hoofdstuk 7 beschrijft Friedan hoe het onderwijs in de VS ruwweg tussen 1940 en 1960 veranderde en meisjes voornamelijk eenvoudige, op het huishouden gerichte vakken kregen onderwezen. Het onderwijs was, onder invloed van het functionalisme, tot de slotsom gekomen dat een teveel aan onderwijs vrouwen zou hinderen bij hun rol als echtgenote en moeder. Friedan stelt dat de geestelijke ontwikkeling van meisjes hierdoor al in een vroeg stadium wordt onderbroken. In het achtste hoofdstuk analyseert Friedan de onzekerheden en angsten die de Tweede Wereldoorlog en de Koude oorlog in de VS teweeg brachten en hoe die de geborgenheid van huis en gezin hielpen idealiseren. Vele van de vrijheden die de vrouw in de oorlog had genoten, verbonden met werk buitenshuis in de oorlogsindustrie, werden haar in de jaren erna weer afgenomen. Het gezin, in de VS in die tijd vaak met 'nuclear family' aangeduid, speelde bovendien een belangrijke rol in de ideologische strijd met de Sovjet-Unie. De huisvrouwen van de middenklasse droegen mede het succes van de Amerikaanse kapitalistische consumptiemaatschappij uit.
In Hoofdstuk 9 betoogt Friedan dat adverteerders vrouwen stimuleren om het huisvrouwenbestaan als beroep te zien, waarbij tal van gespecialiseerde producten noodzakelijk zijn. Tegelijkertijd ontmoedigen zij vrouwen om een carrière na te streven, daar dat ten koste gaat van het huishouden en daarmee de hoeveelheid huishoudelijke artikelen die ze kopen. In het tiende hoofdstuk interviewt Friedan verscheidene voltijds huisvrouwen en trekt ze de conclusie dat vrouwen in zo'n bestaan geen voldoening vinden, maar het er wel vreselijk druk mee hebben. Friedan poneert de stelling dat huisvrouwen onbewust de hoeveelheid huishoudelijk werk aanpassen aan de beschikbare tijd, omdat het heersende verwachtingspatroon dit van ze eist en ze niet meer nodig zijn als het huishouden af is. In Hoofdstuk 11 betoogt Friedan dat veel huisvrouwen, ontevreden als ze zijn met het huishouden en de kinderen, hun heil zoeken in seks. Ze stelt vast dat seks niet alle noden van een mens kan vervullen, en dat vrouwen die daar wel van overtuigd zijn zodanig door seks geobsedeerd kunnen raken dat het hun huwelijk in gevaar brengt.
In het twaalfde hoofdstuk gaat Friedan in op het gegeven dat veel kinderen hun interesse in het leven of in emotionele ontwikkeling verliezen. Dat zou een gevolg zijn van het feit dat moeders onvoldoende een eigen 'ik' ontwikkelen dat losstaat van hun moederrol, waardoor de kinderen op hun beurt zich er onvoldoende bewust van zijn dat ze tot onafhankelijke individuen moeten uitgroeien. In Hoofdstuk 13 bespreekt Friedan het werk van psycholoog Abraham Maslow en diens piramide van menselijke behoeftes. Ze meent dat vrouwen in de onderste (basis)laag blijven steken door vervulling te zoeken in hun voortplantingsrol en dat vrouwen net als mannen echte banen nodig hebben om tot zelfontplooiing te komen, een van de belangrijkste behoeftes van de mens. In het veertiende hoofdstuk verhaalt Friedan van vrouwen die zich tegen het heersende verwachtingspatroon hebben gekeerd. Ze roept haar lezeressen op om een ander levenspad te kiezen, waarbij ze ophouden voldoening te zoeken in het huishouden en de moederrol alleen. Friedan schrijft dat vrouwen belangrijke banen zouden moeten nastreven, die een beroep doen op hun totale verstandelijke vermogens. Ze besluit haar boek met de oproep aan vrouwen om opleiding en werk te kiezen als ontsnapping aan het beklemmende ideaalbeeld van echtgenote, huisvrouw en moeder.

## Oplage
In het jaar van publicatie werden reeds zo'n 300.000 exemplaren verkocht en het boek werd in dertien talen vertaald. Drie jaar na verschijnen waren er rond de drie miljoen exemplaren van verkocht. De eerste vertaling in het Nederlands, door Eva Melior en Jan Hardenberg, werd in 1971 uitgegeven onder de titel Het misverstand vrouw.

## Kritiek
De historicus Joanne Meyerowitz toonde aan dat damesbladen in die tijd niet uitsluitend het huisvrouwenbestaan verbreidden, maar dat er wel degelijk aandacht was voor betaalde banen door vrouwen.
Een belangrijk kritiekpunt op het boek is het feit dat Friedan zich uitsluitend richt op blanke vrouwen uit de middenklasse. Afro-Amerikaanse vrouwen komen in The Feminine Mystique zo goed als niet aan bod, terwijl de zwarte burgerrechtenbeweging op het moment van schrijven reeds in volle gang was. Vrouwen uit de arbeidersklasse worden alleen genoemd als werkster of kindermeisje voor vrouwen die buitenshuis willen gaan werken. bell hooks was een van de feministen die deze kritiek formuleerde, onder andere in Feminist Theory: From Margin to Center (1984).
De historicus Daniel Horowitz onthulde dat Friedan niet helemaal eerlijk was over haar eigen afkomst. Ze portretteerde zich als een huisvrouw en moeder uit de voorsteden en de middenklasse, gelijk de vrouwen die ze beschrijft en wiens onbehagen ze analyseert. Horowitz toonde echter aan dat Friedan in haar jeugd al politiek actief was, en op het moment van schrijven verscheidene betaalde banen had gehad.